# Кизилтау (Каріма Минбаєва сільський округ)
Кизилта́у (каз. Қызылтау) — село у складі Шетського району Карагандинської області Казахстану. Адміністративний центр та єдиний населений пункт сільського округу Каріма Минбаєва.
Населення — 123 особи (2021; 352 у 2009, 528 у 1999, 857 у 1989).
Національний склад станом на 1989 рік:
- казахи — 100 %.